# Ivica Pavlinic
Ivica Pavlinic (ur. 28 sierpnia 1988) – nowozelandzki judoka.
Uczestnik mistrzostw świata w 2013, 2014 i 2015. Startował w Pucharze Świata w latach: 2009, 2010 i 2012-2016. Zdobył sześć medali mistrzostw Oceanii w latach 2010 - 2016. Mistrz kraju w 2015 roku.